# Atlanta turriculata
Atlanta turriculata is een slakkensoort uit de familie van de Atlantidae. De wetenschappelijke naam van de soort is voor het eerst geldig gepubliceerd in 1836 door d'Orbigny.